# The NewZealand Story
The NewZealand Story (Japans: ニュージーランドストーリー, Romaji: Nyūjīrando sutōrī) is een platformspel ontwikkeld door Taito. Het spel werd uitgebracht in 1988. Het spel is een zijwaarts scrollend platformspel.

## Spel
De speler bestuurt Tiki, een kiwi die zijn vriendin Phee Phee en andere kiwi's moet redden die zijn gekidnapt door een grote blauwe zeeluipaard. De speler moet door doolhofachtige velden navigeren, waar aan het eind steeds een gevangen kiwi wordt vrijgelaten. Onderweg kunnen voorwerpen worden opgepakt, zoals pijlen, die later veranderen in bommen, lasers, of springende vuurballen.
Bijzonder aan het spel is de mogelijkheid om vliegende voorwerpen te berijden, zoals ballonnen, luchtschepen, en ufo's. Voertuigen kunnen gevonden worden in het spel, of worden afgepakt van een vijand.
Het spel bevat vier zones, elk met vier rondes. Aan het eind van de vierde ronde vindt een gevecht met de eindbaas plaats.

## Conversies
Na de uitgave van het originele arcadespel in 1988 werd het spel geconverteerd naar de meeste spelcomputers en homecomputers van die tijd. De homecomputer-versies werden gepubliceerd door Ocean Software, waar op de verpakking verwezen werd naar Wally de walrus, terwijl de arcadeversie specifiek een zeeluipaard noemde. In de Verenigde Staten werd het spel voor de NES gepubliceerd door Taito als Kiwi Kraze, in plaats van The NewZealand Story.
Het spel werd later geconverteerd voor de Japanse FM Towns en de Sharp X68000. Deze versies lijken het meest op de arcadeversie, maar waren alleen in Japan beschikbaar.

## Tiki in andere spellen
Tiki de kiwi kwam als cameo voor in andere spellen van Taito, zoals Liquid Kids, Bubble Symphony, en samen met vriendin Phee Phee in het spel Pop'n Pop.

## Platforms
| Jaar | Platform                                                                  |
| ---- | ------------------------------------------------------------------------- |
| 1988 | Arcadespel                                                                |
| 1989 | Amiga, Amstrad CPC, Atari ST, Commodore 64, FM Towns, X68000, ZX Spectrum |
| 1990 | PC Engine, Sega Mega Drive                                                |
| 1991 | NES                                                                       |
| 1992 | SEGA Master System                                                        |
| 2008 | Virtual Console                                                           |

## Ontvangst
| Beoordeeld door                | Platform        | Datum           | Score |
| ------------------------------ | --------------- | --------------- | ----- |
| Zzap! (Italy)                  | Commodore 64    | oktober 1989    | 93%   |
| The Games Machine (GB)         | Amiga           | september 1989  | 90%   |
| Atari ST User                  | Atari ST        | oktober 1989    | 90%   |
| Commodore User                 | Commodore 64    | 1989            | 90%   |
| Commodore Force                | Commodore 64    | augustus 1993   | 89%   |
| 1UP!                           | NES             | 9 november 2007 | 88%   |
| Power Play                     | TurboGrafx-16   | mei 1990        | 78%   |
| ASM (Aktueller Software Markt) | Sega Mega Drive | mei 1990        | 75%   |
| ASM (Aktueller Software Markt) | Amiga           | oktober 1989    | 67%   |
| 64'er                          | Commodore 64    | december 1989   | 30%   |

## Trivia
- Het spel is opgenomen in het boek 1001 Video Games You Must Play Before You Die van Tony Mott.